# Панфилов, Михаил Фёдорович
Михаил Фёдорович Панфилов (1895—1959) — генерал-майор технических войск, военный разведчик, участник Первой мировой, Гражданской, Великой Отечественной и советско-японской войн.

## Биография
Михаил Фёдорович Панфилов родился 29 декабря 1895 года в городе Москве. Окончил гимназию. С началом Первой мировой войны Панфилов был мобилизован на службу в Российскую императорскую армию. Участвовал в Первой мировой войне. В 1916 году окончил 1-ю Петергофскую школу прапорщиков, в 1917 году — пулемётные курсы при Ораниенбаумской стрелковой школе. Дослужился до чина подпоручика. В 1919 году Панфилов был призван на службу в Рабоче-Крестьянскую Красную Армию. Участвовал в боях Гражданской войны, будучи командиром сначала роты, затем батальона. После её окончания продолжал службу в Красной Армии. В 1925 году окончил факультет военных сообщений Военно-технической академии, после чего служил в штабе Отдельного корпуса железнодорожных войск.
С октября 1928 года — на службе в Разведывательном управлении Генерального Штаба Красной Армии. Был начальником сектора, помощником начальника отделения, секретным уполномоченным в различных отделах этого Управления. С мая 1939 года являлся заместителем начальника 5-го (информационного) отдела Разведуправления, а перед войной был переведён на такую же должность в Отдел военно-технической и экономической информации. В годы Великой Отечественной войны служил заместителем начальника 3-го Управления Главного разведывательного управления Генерального штаба Красной Армии. Занимался сбором и обработкой информации о противнике.
После окончания войны продолжал службу в Советской Армии, занимал ответственные должности в Главном разведывательном управлении Генерального Штаба Вооружённых Сил СССР. Умер 16 декабря 1959 года, похоронен на Ваганьковском кладбище Москвы.

## Награды
- Орден Ленина (21 февраля 1945 года);
- 3 ордена Красного Знамени (23 августа 1944 года, 3 ноября 1944 года, 20 июня 1949 года);
- Орден Суворова 2-й степени (1 сентября 1945 года);
- Орден Красной Звезды (14 июня 1940 года);
- Орден «Знак Почёта» (20 января 1943 года);
- Медаль «За оборону Москвы» и другие медали;
- Орден «Virtuti Militari» V класса (Польша, 1946).